# Pottenberg (helling)
De Pottenberg is een helling in de Vlaamse Ardennen in de provincie Oost-Vlaanderen nabij Sint-Kornelis-Horebeke en Elst. Op de top komt ook de Leberg van de andere zijde naar boven.

## Wielrennen
De helling wordt opgenomen in de Peter Van Petegem Classic, genoemd naar de wielrenner Peter Van Petegem.
De helling is ook opgenomen in de rode lus van de recreatieve fietsroute Ronde van Vlaanderenroute.